# Таушер, Анна Мария
А́нна Мари́я Та́ушер ван ден Бо́ш (нем. Anna Maria Tauscher van den Bosch), в монашестве Ма́рия Тере́за Свято́го Ио́сифа Та́ушер ван ден Бо́ш (нем. Maria Teresa vom Heiligen Josef Tauscher van den Bosch, 19 июня 1855, Сандов, Прусское королевство —  20 сентября 1938, Ситтард, Нидерланды) — блаженная Римско-католической церкви, монахиня, основательница и генеральная настоятельница Конгрегации сестёр-кармелиток Божественного Сердца Иисуса (D.C.J.).
Анна Мария Таушер ван ден Бош от рождения исповедовала лютеранство. В возрасте тридцати трёх лет перешла в католичество. Под влиянием духовного опыта святой Терезы Иисуса, основала и возглавила монашеский институт терциарных босых кармелиток, харизмой которого стало сочетание созерцательной жизни с апостольским служением, нуждающимся в помощи, детям и пожилым людям. В 2006 году римский папа Бенедикт XVI причислил её к лику блаженных.

## Биография

### Ранние годы
Анна Мария Таушер ван ден Бош родилась в городке Сандов 19 июня 1855 года у Германа Трауготта Таушера и Паулины, урождённой ван ден Бош. Отец её был лютеранским пастором, мать — домохозяйкой. Анна Мария была первенцем в семье. После неё у родителей родились ещё семеро детей, трое из которых умерли во младенчестве. Через семь лет после её рождения семья переехала в Арнсвальд, где отцу предложили место в лютеранском приходе.
В Арнсвальде, во время сна, её явился Иисус Христос в окружении многих детей. Это событие вдохновило девочку начать первую миссию. По благословению родителей, каждое воскресенье после богослужения она собирала в доме детей, которым рассказывала истории из жизни Иисуса Христа. Уже вскоре послушать о Боге приходили около ста детей.
Когда ей исполнилось десять лет, семья, вслед за отцом, переехала в Берлин. Здесь Анна Мария полюбила коньки и шахматы, играла в любительском театре. Она не пропускала богослужения в церкви и вместе с матерью оказывала помощь бедным, навещая их на дому. Из-за слабого здоровья родители отправили её в деревню, где она продолжила образование в интернате, который находился в ведении протестантов.
В 1874 году умерла мать Анны Марии. Семья снова переехала из Берлина в Гусов. Анна Мария взяла на себя заботы по дому, которые добросовестно исполняла в течение четырёх последующих лет до тех пор, пока отец не женился во второй раз.
Молодость девушки пришлась в самый разгар секуляризма в Европе, особенно в Германии. Её семья в силу занятий отца оказалась вовлечена в гущу событий. Родственники и друзья Анны Марии придерживались традиционного лютеранского исповедания. Для неё же это время стало временем активного поиска истины. Она много молилась, читала Библию, книги по теологии, организовала миссию среди сверстниц. Они продавали рукоделия, а вырученные за них деньги жертвовали миссиям в Берлине.

### Переход
Со временем духовные искания привели её к убеждению в правильности католического вероучения в сравнении с лютеранским. В 1886 году по объявлению в газете она устроилась старшей медсестрой в психиатрическую лечебницу в Линденбурге близ Кёльна. Учреждение курировали протестанты, но среди обслуживающего персонала было много католиков, в том числе и священники. Через год стараниями Анны Марии в лечебнице устроили часовню в честь Святейшего Сердца Иисуса, а 30 октября 1888 года она сама перешла в католичество в церкви Святых Апостолов в Кёльне.
Это решение далось ей нелегко. Анна Мария была вынуждена навсегда покинуть семью. Её уволили с работы. Оставшуюся без средств, девушку приютили в монастыре августинок в Кёльне. Позднее ей помогли найти место компаньонки в семье аристократов в Берлине. Во время поездки в монастырь Цангенберг в Баварии, где у аристократки подвизалась дочь-монахиня, Анна Мария, прочитав сочинения святой Терезы Иисуса или Терезы Авильской (в миру Тереса де Аумада-и-Сепеда), прониклась духовностью босых кармелиток.

### Основание конгрегации
Наблюдая за ростом числа беспризорников в Берлине, в основном детей эмигрантов-итальянцев, чьи родители были заняты трудом, Анна Мария приняла твёрдое решение заботиться о них. С этой целью 2 июля 1891 года ею была основана община, положившая начало будущей Конгрегации Сестер Кармелиток Божественного Сердца Иисуса. Она открыла первый дом института, названный «Домом для бездомных», куда уже в день открытия поступили три ребёнка из бедной семьи.
Основанный ею институт принял на себя заботу также о брошенных и одиноких пожилых людях, мигрантах и всех, оставшихся без крова. Последовали долгие годы борьбы за церковное признание и принадлежность к семье кармелитов. В январе 1898 года она основала дом общины в Голландии, затем — по благословению местного епископа — в марте открыла первый новициат в Ситтарде, а в 1901 году ещё один новициат в Малдоне в Англии. Три раза основательница конгрегации отправлялась в Рим, пока в 1904 году она не достигла своей цели. Тогда же учреждение получило название Конгрегации Кармелиток Божественного Сердца Иисуса.
В июне 1904 года в Риме в Рокка ди Папа ею был основан генеральный дом. Здесь Анна Мария приняла монашеский постриг и новое имя Марии Терезы Святого Иосифа. Конгрегация быстро развивалась в Европе и Северной Америке. В 1912 году она отправилась в США и Канаду для создания новых домов института в этих странах. Во время Первой мировой войны в 1920 году дом в Рокка ди Папа был конфискован правительством Италии. По возвращении из Северной Америки Мария Тереза Святого Иосифа перенесла генеральный дом из Рима в Ситтард, где провела последние годы своей жизни, занимаясь воспитанием молодых монахинь и разрабатывая Правила конгрегации. В 1930 году конгрегация получила окончательное одобрение Святого Престола.

### Смерть и почитание
Мария Тереза Святого Иосифа скончалась в Ситтарде в Нидерландах 20 сентября 1938 года. 13 мая 2006 года в Роермонде в Нидерландах кардинал Адрианус Йоханнес Симонис по благословению Папы Бенедикта XVI объявил о причислении её к лику блаженных. Литургическая память совершается 20 сентября.